# Sindhi
Cette page contient des caractères spéciaux ou non latins. S’ils s’affichent mal (▯, ?, etc.), consultez la page d’aide Unicode.
Le sindhi ou sindi (سنڌي ou सिन्धी (sindhī)) est la langue de la région du Sind, en Asie du Sud, devenue une province du Pakistan. C'est une langue indo-aryenne, parlée par 17 millions de Pakistanais et 2,8 millions d'Indiens. C'est une des langues officielles de ces deux pays.
La plupart des sindhiphones du Pakistan se trouvent dans la région du Sind. On en trouve d'autres un peu partout dans le monde (principalement en Inde) qui s'exilèrent quand le Sind fut rattaché au Pakistan au cours de la partition du Raj britannique en 1947. On peut écrire cette langue soit en devanagari soit avec l'alphabet arabe. Le sindhi fut également écrit autrefois avec l'alphasyllabaire laṇḍā (descendant du sharada) et ses variants tels que le khudabadi, le khojki ou le gurmukhi.

## Alphabet
Le sindhi a son propre alphabet qui est similaire à celui de l'arabe mais avec des diacritiques supplémentaires. Le premier alphabet arabe modifié pour le sindhi est conçu par Abul Hassan Sagheer Sindhi (en) et compte 40 lettres. On compte 52 caractères dans l'alphabet sindhi moderne. Cet alphabet arabe sindhi a été standardisé en 1853 par le gouvernement de Bombay.
Les lettres supplémentaires sont ڄ, ٺ, ٽ, ٿ, ڀ, ٻ, ڙ, ڍ, ڊ, ڏ, ڌ, ڇ, ڃ, ڦ, ڻ, ڱ, ڳ, ڪ.
| جھ   | ڄ | ج  | پ            | ث | ٺ              | ٽ  | ٿ  | ت | ڀ  | ٻ  | ب | ا      |
| ---- | - | -- | ------------ | - | -------------- | -- | -- | - | -- | -- | - | ------ |
| ɟʱ   | ʄ | ɟ  | p            | s | ʈʰ             | ʈ  | tʰ | t | bʱ | ɓ  | b | ɑː ʔ ∅ |
| ڙ    | ر | ذ  | ڍ            | ڊ | ڏ              | ڌ  | د  | خ | ح  | ڇ  | چ | ڃ      |
| ɽ    | r | z  | ɖʱ           | ɖ | ɗ              | dʱ | d  | x | h  | cʰ | c | ɲ      |
| ڪ    | ق | ڦ  | ف            | غ | ع              | ظ  | ط  | ض | ص  | ش  | س | ز      |
| k    | q | pʰ | f            | ɣ | ɑː oː eː ʔ ʕ ∅ | z  | t  | z | s  | ʃ  | s | z      |
| ي    | ء | ھ  | و            | ڻ | ن              | م  | ل  | ڱ | گھ | ڳ  | گ | ک      |
| j iː |   | h  | ʋ ʊ oː ɔː uː | ɳ | n              | m  | l  | ŋ | ɡʱ | ɠ  | ɡ | kʰ     |

| अ | आ  | इ | ई | उ | ऊ  | ए | ऐ  | ओ  | औ |
| - | -- | - | - | - | -- | - | -- | -- | - |
| ə | a  | ɪ | i | ʊ | uː | e | ɛ  | o  | ɔ |
| क | ख  | ख़ | ग | ॻ | ग़  |   | घ  |    | ङ |
| k | kʰ | x | ɡ | ɠ | ɣ  |   | ɡʱ |    | ŋ |
| च | छ  |   | ज | ॼ | ज़  |   | झ  |    | ञ |
| c | cʰ |   | ɟ | ʄ | z  |   | ɟʱ |    | ɲ |
| ट | ठ  |   | ड | ॾ | ड़  |   | ढ  | ढ़  | ण |
| ʈ | ʈʰ |   | ɖ | ɗ | ɽ  |   | ɖʱ | ɽʱ | ɳ |
| त | थ  |   | द |   |    |   | ध  |    | न |
| t | tʰ |   | d |   |    |   | dʱ |    | n |
| प | फ  | फ़ | ब | ॿ |    |   | भ  |    | म |
| p | pʰ | f | b | ɓ |    |   | bʱ |    | m |
| य | र  | ल | व |   |    |   |    |    |   |
| j | r  | l | ʋ |   |    |   |    |    |   |
| श | ष  | स | ह |   |    |   |    |    |   |
| ʃ | ʂ  | s | h |   |    |   |    |    |   |

## Système phonologique
Le sindhi possède un système phonologique très riche. Il comprend quarante-six phonèmes consonnantiques distincts et 10 voyelles. Toutes les occlusives, les affriquées, les nasales, ainsi que la battue rétroflexe et la spirante latérale /l/ possèdent un équivalent aspiré.

### Consonnes
|                     | Bilabiales | Bilabiales | Labio-dentales | Labio-dentales | Dentales | Dentales | Alvéolaires | Alvéolaires | Rétroflexes | Rétroflexes | Palatales | Palatales | Vélaires | Vélaires | Glottales | Glottales |
| ------------------- | ---------- | ---------- | -------------- | -------------- | -------- | -------- | ----------- | ----------- | ----------- | ----------- | --------- | --------- | -------- | -------- | --------- | --------- |
| Occlusives          | p pʰ       | b bʱ       |                |                | t tʰ     | d dʱ     |             |             | ʈ ɖʰ        | ɖ ɖʱ        |           |           | k kʰ     | g gʱ     |           |           |
| Injectives          |            | ɓ          |                |                |          |          |             | ɗ           |             |             |           | ʄ         |          | ɠ        |           |           |
| Affriquées          |            |            |                |                |          |          |             |             |             |             | c cʱ      | ɟ ɟʱ      |          |          |           |           |
| Nasales             | m mʱ       | m mʱ       |                |                |          |          | n nʱ        | n nʱ        | ɳ ɳʱ        | ɳ ɳʱ        | ɲ         | ɲ         | ŋ        | ŋ        |           |           |
| Fricatives          |            |            | f              |                |          |          | s           | z           | ʂ           |             |           |           | x        | ɣ        | h         |           |
| Battues             |            |            |                |                |          |          | r           | r           | ɽ ɽʱ        | ɽ ɽʱ        |           |           |          |          |           |           |
| Spirantes           |            |            | ʋ              | ʋ              |          |          |             |             |             |             | j         | j         |          |          |           |           |
| Spirantes latérales |            |            |                |                | l lʱ     | l lʱ     |             |             |             |             |           |           |          |          |           |           |

Le phonème /r/ est généralement prononcé comme une alvéolaire battue ([ɾ]), bien qu'il puisse parfois être prononcé comme une roulée ([r]). Les affriquées /c/, /cʰ/, /ɟ/ et /ɟʱ/ sont prononcées avec une partie fricative relativement faible ; c'est pourquoi on peut les noter avec le symbole des occlusives correspondantes. /ʋ/ peut être réalisé soit [w], soit [ʋ], au libre choix du locuteur.

## Histoire
Le sindhi était une langue très populaire en littérature du XIVe siècle au XVIIIe siècle. Des soufis tel que Shah Abdul Latif pratiquaient une poésie théologique basée sur les relations entre Dieu et les hommes.
Le Coran fut tout d'abord traduit en sindhi en rimes, ce qui constitue la première traduction du Coran jamais faite au XIIe siècle.

## Statut officiel
Le sindhi est enseigné comme première langue dans les écoles de la province du Sind au Pakistan[réf. nécessaire], sauf dans les grandes métropoles comme Karachi. Le sindhi a un vocabulaire étendu, ce qui en fait la langue préférée de nombreux écrivains et qui explique que le sindhi possède une littérature très vaste.
En Inde, la communauté sindhiphone a milité pour la reconnaissance de leur langue en tant que langue constitutionnelle ou scheduled language. Un statut officiel conféré par la huitième annexe de la constitution indienne, qui permet une implication active de l'état dans la sauvegarde, la promotion et le développement des langues désignées comme tels. C'est en 1967 que le sindhi obtient ce statut, devenant la première langue à laquelle celui-ci est étendu, et l'une des deux seules langues constitutionnelles (avec le sanskrit) qui n'ont pas d'encrage régional en Inde. 